# Alex Bueno
Pour les articles homonymes, voir Bueno.
Alex Bueno est un guitariste et chanteur dominicain. Il est né le 6 septembre 1963 à San José de las Matas.

## Biographie
Il commence à jouer de son instrument et à chanter très jeune.  Il déménage de sa ville natale de San José de las Matas pour monter dans la capitale Santo Domingo cherchant l'occasion de se lancer dans son art. 
En 1979, Alex Bueno collabore avec Gerardo Vera. 
Piel Canela, enregistré par la suite avec Fernando Villalona, obtient un succès au niveau local. En 1982, Alex Bueno forme l'œuvre tropicale "Orquesta Liberación", chanté avec Andrés de Jesús. ce dernier rencontre un succès, Me Equivoqué, a été et enregistré et produit  en 1995 par Jaime Querol et Manuel Tejada. 
En 1999, Alex Bueno enregistre Corazón Duro et Bachata A Su Tiempo. Il revient en 2001 avec Unicamente Tú, dont le titre est inspiré d'une chanson populaire composée par Felipe Valdes.

## Discographie

### AvecFernando Villalona
1982: ¡Feliz Cumbé!
1. Feliz Cumbé
2. Y Ya Pa' Que
3. Piel Canela
4. En Dónde Estás
5. Yo Quisiera
6. El Jumo
7. Campesina Dominicana
8. Concierto de Aranjuez
9. Lo Que Tengo

### AvecAndrés de Jesús
1983: Como Quisiera
1. Como Quisiera
2. Porque Solo a Tu Lado
3. Tengo Miedo
4. El Sacrificio
5. Porque Te Quiero
6. ¿Y Cómo Es Él?
7. Las Locas
8. Sigue Tu Vida

### AvecSu Orquesta
1985: Alex y Orquesta Liberación
1. Querida
2. Me Va, Me Va
3. El Hijo de Yemaya
4. La Radio
5. Indiferencia
6. Que Cara Más Bonita
7. Amor Divino
8. La Colegiala
9. Quiero Conocerte
10. Esa Pared

1985: Álex
1. Una Paloma Blanca
2. Me Muero Por Ella
3. Corazón de Madera
4. Quién Te Riza el Pelo
5. Ojitos Negros
6. Quiero Abrazarte Tanto
7. Mil Amores
8. Un Mechón de Tu Cabello
9. El Hombre Callejero
10. Dime Cuando Tú

1987: Con Fe y Sentimiento
1. Quiero Que Elijas el Lugar
2. El Niño y el Canario
3. Amorcito de Mi Vida
4. Dímelo Mi Vida
5. A Donde Va Nuestro Amor
6. Lucía
7. Amarrao Con Fe
8. La Ruleta (Sé Perder)

### AvecSergio Vargas
1988: Juntos
1. Maquinolandera
2. Columbia Rock
3. Amor Amor
4. Causas y Azares
5. Tu Ausencia
6. En Bandolera
7. El Amor Acaba
8. Sin Ti No Soy Nada
9. Quiero Perderme Contigo
10. Quiero Llenarte Toda
11. Pero lo Dudo

### Solista
1990: Álex Bueno
1. A Donde Vayas
2. Si Volvieras
3. María del Mar
4. Esa Mujer
5. Noches de Fantasía
6. El Jardín Prohibido
7. Gigante
8. Mi Pobre Corazón
9. Ninguno de los Dos
10. El Malquerido

1991: ¡Como Nadie!
1. Como a Nadie
2. Número Cero
3. El Pitico
4. Soy Rebelde
5. El Talismán
6. Solo Por el Mundo
7. Una Lágrima Por Tu Amor
8. Entre Tu Amor y Mi Amor

1992: Ternuras
1. Un Imposible Amor
2. Por Ella
3. Quiéreme
4. El Hijo Mío
5. Hipócrita
6. Amor de Pobre
7. La Distancia
8. Que Voy Hacer Amor
9. Alguien Durmió En Mi Cama
10. Desperté Llamándote

1994: Amores Que Matan
1. Amores Que Matan
2. He Vuelto a Nacer
3. Si Te Vas
4. La Prisa
5. Nuestro Juramento
6. Él o Yo
7. Las Hojas Verdes del Verano
8. A Quién
9. Aunque No Me Quieras Más
10. Solo el Amor

1996: Me Equivoqué
1. Agua Dulce, Agua Sala
2. Irresistible
3. Otro Weekend Sin Ti
4. Mujer Buena
5. Y Qué Culpa Tengo Yo
6. Si Vos Te Vas
7. Te Extraño
8. Me Equivoqué
9. Los Caminos de la Vida
10. Quien Soy Yo Sin Ella

1997: Más Ternura
1. Si la Ves
2. Dime
3. A Través de Un Cristal
4. Corona de Oro
5. El Eco de Mi Canto
6. Está Es Tu Canción (Alguien Cantó)
7. Acúsame
8. Pasacantando
9. Amor de Antes
10. Veneno Con Miel

1998: Bachata a Su Tiempo
1. Busco Un Confidente
2. Ese Hombre Soy Yo
3. Tengo Pero Me Faltas Tú
4. Perdóname
5. De Madrugada
6. Si Vinieras Hoy
7. Paso a Paso
8. Gotas de Pena
9. Un Poco de Ti
10. Me Duele
11. Lo Que Yo Siento Por Ti

2000: Corazón Duro
1. No Te Descuides
2. Que Vuelva
3. Yo Me Iré
4. Sublime Mujer
5. Corazón Duro
6. Adiós
7. Quítame la Vida
8. La Pretendida
9. Solo Sé Que Te Quiero
10. Dame Tu Amor
11. Pasacantando

2001: Únicamente Tú
1. Únicamente Tú
2. He Sabido Que Te Amaba
3. Acuérdate de Mi
4. Vuelve
5. Pensando En Ti
6. Entrega
7. Qué Cosas Te Hice Yo
8. Amor Sin Esperanza
9. Mi Pobre Corazón
10. Adorada Ilusión
11. Pena de Hombre

2002: Solo Merengue
1. Lluvia
2. Jamás Podré Olvidar
3. Mátame la Pena
4. Solo Me Importas Tú
5. Que Daría Yo
6. No Me Hables
7. Cuando Quieras Voy a Verte (Madre Mía)
8. Entre Tú y Yo
9. El Triste

2002: Pídeme
1. Si Tú Estuvieras
2. Vuela Mariposa
3. Ven Sálvame
4. Tres Noches
5. Con el Alma Desnuda
6. Pídeme
7. Amarte Así Me Hace Mal
8. Corazón Enamorado
9. Que Nadie Opine Nada
10. Un Minuto de Ti
11. Mojado Por Ti

2007: Queda Algo
1. A Buscar Qué
2. Quién lo Haría Por Ti
3. Queda Algo
4. Samaritana
5. Esta Triste Guitarra
6. Si Yo Pudiera
7. Nuestro Amor
8. Olvídame Tú (Bachata)
9. Dime Que Sientes
10. Una Mañana
11. Y Yo En Mi Rincón

2008: Mensajes
1. Un Nuevo Amor
2. Agárrense de las Manos
3. Se Busca
4. Aleluya
5. Cómo No Creer en Dios
6. Jesucristo
7. Amigo
8. Después de la Caída
9. El Buen Pastor
10. Dios Debe Estar Muy Triste

### Compilaciones
1988 (Reissue: 1992): Grandes Éxitos
1. Querida
2. Me Muero Por Ella
3. Una Paloma Blanca
4. Amor Divino
5. Quién Te Riza el Pelo
6. Colegiala
7. Corazón de Madera
8. Que Cara Más Bonita
9. El Hombre Callejero
10. ¿Y Cómo Es Él?
11. Quiero Abrazarte Tanto
12. El Chofer
13. Un Mechón de Tu Cabello

1993: Los Años Dorados
1. Querida
2. Colegiala
3. Que Cara Más Bonita
4. A Donde Vayas
5. La Radio
6. Amor Divino
7. El Jardín Prohibido
8. Me Va, Me Va
9. Una Paloma Blanca
10. Quién Te Riza el Pelo
11. Quiero Conocerte
12. La Más Querida

1996: Regresar al Amor
1. Quiero Que Elijas el Lugar
2. El Niño y el Canario
3. En Bandolera
4. Querida
5. Corazón de Madera
6. ¿Y Cómo Es Él?
7. Lo Dudo
8. Quiero Llenarte Toda
9. La Ruleta
10. Quiero Abrazarte Tanto
11. El Amor Acaba
12. Como Te Extraño Mi Amor
13. Quiero Perderme Contigo
14. Sin Ti No Soy Nada

1998: Merengue y Más
1. Como a Nadie
2. Soy Rebelde
3. He Vuelto a Nacer
4. Los Caminos de la Vida
5. Otro Weekend Sin Ti
6. Te Extraño
7. Isabel
8. La Prisa
9. Te Sigo Amando
10. Quiéreme
11. Dios Debe Estar Muy Triste

2001: Grandes Éxitos en Bachata
1. Querida
2. Colegiala
3. Me Va, Me Va
4. En Bandolera
5. Quién Te Riza el Pelo
6. La Radio Está Tocando Tu Canción
7. Quiero Abrazarte Tanto
8. Que Cara Más Bonita
9. Mi Pobre Corazón
10. Corazón de Madera
11. Un Mechón de Tu Cabello
12. La Quiero a Morir (Feat. Sergio Vargas)

2002: 20 Éxitos
Vol. 1
1. Quiéreme
2. Que Vuelva
3. Te Sigo Amando
4. La Prisa
5. Gotas de Pena
6. He Vuelto a Nacer
7. Los Caminos de la Vida
8. El Hijo Mío
9. Ese Hombre Soy Yo
10. Un Poco de Ti

Vol. 2
1. Número Cero
2. Te Extraño
3. Amores Que Matan
4. Busca Un Confidente
5. Corona de Oro
6. A Quién
7. Solo el Amor
8. Me Equivoqué
9. Únicamente Tú
10. Yo Me Iré

2004: 20 Años Después
Vol. 1
1. La Radio (a.k.a Dime)
2. Como Te Extraño, Mi Amor (a.k.a Amor Divino)
3. Que Cara Más Bonita
4. Me Muero Por Ella
5. Querida
6. Me Va, Me Va
7. Corazón de Madera
8. Un Mechón de Tu Cabello
9. Gotas de Pena
10. Quiéreme
11. Radio Popurrí No. 1: La Radio /Corazón de Madera /Como Te Extraño, Mi Amor / Que Cara Más Bonita

Vol. 2
1. Colegiala (a.k.a La Colegiala)
2. Quiero Abrazarte Tanto
3. Quién Te Riza el Pelo
4. Quiero Conocerte
5. No Soy Nada Sin Ti
6. En Bandolera (En Bandouliere)
7. Oh, Mi Yemaya
8. Una Paloma Blanca
9. Soy Rebelde
10. Entre Tú y Yo
11. Radio Popurrí No. 2: Quiero Conocerte /En Bandolera / Oh, Mi Yemaya /Quién Te Riza el Pelo

2005: Entre Merengue y Bachata
1. La Samaritana (Feat. José «El Calvo»)
2. Mujer de Madera
3. Condición
4. El Amor Acaba
5. Me Equivoqué
6. Quiero Llenarte Toda
7. Quisqueya
8. Sin Ti No Soy Nada
9. La Más Querida
10. Popurrí
11. Eso Eres Tú (Feat. Ismael Bueno)
12. Te Amo
13. Una Espina Saca la Otra (Feat. Frank Reyes)
14. Vuela Mariposa
15. Viejo Amigo (Feat. Joe Veras)
16. Ven Sálvame
17. Busca Un Confidente
18. Querida
19. De Madrugada

2006: Éxitos de Álex Bueno
1. El Hijo Mío
2. Ese Hombre Soy Yo
3. La Prisa
4. La Radio
5. Un Poco de Ti
6. Acuérdate de Mí
7. Gotas de Pena
8. Yo Me Iré
9. Quién Te Riza el Pelo
10. Querida
11. En Bandolera
12. Vuela Mariposa

2006: De Cara al Tiempo... 17 Éxitos en Merengue
1. Y el Amor a Veces
2. Casas de Cartón
3. Mujer de Madera
4. Ahora Vete
5. El Talismán
6. Él o Yo
7. Colegiala
8. Los Caminos de la Vida
9. No Soy Nada Sin Ti
10. Otro Weekend Sin Ti
11. Cuando Quieras Voy a Verte (Madre Mía)
12. Me Va, Me Va
13. Y Qué Culpa Tengo Yo
14. Nuestro Juramento
15. Corazón de Madera
16. Oh, Mi Yemaya
17. Agua Dulce, Agua Sala

2007: 100% Boleros: Hoy, Mañana y Siempre
1. Vuelve
2. Pecho Herido
3. Penas de Amor
4. A Cambio de Que Me Quieras
5. Lejos de Mi Vida
6. Mi Vida Sin Ti
7. Únicamente Tú
8. Amor Sin Esperanza
9. He Sabido Que Te Amaba
10. Atardecer del Alma

2009: Bachatas en Ternuras
1. Acúsame
2. La Distancia
3. Corona de Oro
4. Desperté Llamándote
5. Dime
6. El Hijo Mío
7. Alguien Durmió en Mi Cama
8. Que Voy Hacer Amor
9. Quiéreme
10. Si la Ves

2009: El Más Completo
1. Quiero
2. La Radio
3. Dime
4. Gotas de Pena
5. La Prisa
6. Si la Ves
7. Adorada Ilusión
8. Corona de Oro
9. Alguien Durmió En Mi Cama
10. Que Vuelva
11. Agárrense de las Manos
12. Donde Están Esos Amigos
13. He Vuelto a Nacer
14. Chiche Bello
15. Pídeme
16. Quiéreme
17. El Hijo Mío
18. Me Muero Por Ella

2011: Mega Mix Hits
1. Lo Que Yo Siento Por Ti
2. Me Duele
3. Ese Hombre Soy Yo
4. No Te Descuides
5. Perdóname
6. Corazón Enamorado
7. Pídeme
8. Ven Sálvame
9. Un Poco de Ti
10. Amarte Así Me Hace Mal
11. Vuela Mariposa
12. Con el Alma Desnuda
13. A Buscar Que
14. Gotas de Pena
15. Yo Me Iré
16. Busca Un Confidente
17. Que Vuelva
18. Si Tú Estuvieras